# Ivano Bellodis
Ivano Bellodìs (Cortina d'Ampezzo, 9 gennaio 1973) è un bobbista italiano, atleta ampezzano attivo nei primi anni novanta.

## Carriera agonistica
Ivano inizia la sua attività di bobbista con il Bob Club Cortina nel 1992, all'età di diciannove anni.
Nel 1995 gareggia nella coppa europa di bob a due:
- Winterberg 4°
- Königssee 8°
- Cortina d'Ampezzo 7°

Nel 1996 partecipa al campionato mondiale junior di bob, che in quell'anno si svolgeva a Cortina d'Ampezzo. Bellodìs si qualificò 12° nel bob a due e 7° nel bob a quattro.

## Altro
Ivano Bellodis è figlio del bobbista Sigfrido Bellodìs, ed è vicepresidente del sestiere di Alverà, uno dei sei sestieri in cui è diviso il comune di Cortina d'Ampezzo.